# Pietro Pagnini
Pietro Pagnini (Firenze, 27 aprile 1875 – Firenze, 19 ottobre 1954) è stato uno storico della scienza italiano.

## Biografia
Pietro Pagnini nacque a Firenze il 27 aprile del 1875. Iniziò i suoi studi presso l'Istituto Convitto Cavallero di via delle Terme, dove fu compagno di Guglielmo Marconi; in seguito si recò a Pisa dove frequentò l'università nella facoltà fisico-matematica. Terminati gli studi, tornò a Firenze e iniziò a lavorare nelle Officine Santarelli, collaborando nella costruzione di strumenti didattici e scientifici direttamente con il proprietario, l'ingegnere Giorgio Santarelli. Quando nel 1911 l'ingegnere cedette la sua attività alle Officine Galileo, Pagnini continuò a lavorare presso di loro, maturando però l'idea di dedicarsi completamente allo studio degli strumenti. Così lasciò dopo pochi anni la Galileo, non solo per approfondire ulteriormente le sue conoscenze sulla strumentaria, ma anche per occuparsi del commercio di apparecchi scientifici con le principali case produttrici tedesche, attività che svolse fino agli inizi della guerra mondiale. Nel 1918 la Società Elettrocarbonium di Narni lo assunse per il collaudo degli apparecchi elettrotecnici installati nei sommergibili della Marina italiana. Terminata la guerra, ritornò ai suoi studi e all'insegnamento di fisica e matematica a Firenze.
Fu uomo di scienze, ma anche impegnato nella vita sociale e politica di quegli anni: militò nel Partito Popolare Italiano e si contrappose al fascismo: proprio per questo la sua vita fu complicata in quanto sempre controllata. Alla fine degli anni Venti, per volere dell'allora senatore Antonio Garbasso e dell'astronomo Giorgio Abetti, fu assistente, a partire dal volume ottavo, alla ristampa dell'Edizione nazionale delle Opere di Galileo, pubblicate da Barbera; curò l'edizione delle Opere uscite in 5 volumi per l'editore Salani nel 1935 e successivamente il primo volume delle Opere dei discepoli di Galileo dedicato all'Accademia del Cimento. A causa delle sue idee politiche poté insegnare solamente in istituti religiosi, come il Seminario della Badia Fiesolana e l'Istituto di Borgo Pinti, e proprio mentre stava esercitando la sua professione di docente, durante la Guerra di Etiopia, fu prelevato dalle forze dell'ordine, portato in questura e mandato al confino. Dopo la morte di Piero Ginori Conti, negli anni Quaranta, fu chiamato da Andrea Corsini a collaborare con l'Istituto e Museo di storia della scienza per il restauro degli strumenti di elettricità danneggiati e per riesaminare ed eventualmente porre delle correzioni al catalogo degli strumenti già esistente, soprattutto per ampliare le notizie sulla strumentaria del  XVII secolo, periodo storico che fu per Pagnini oggetto di studio.

## Archivio
Un fondo archivistico comprendente lettere del periodo compreso fra il 1929 e il 1945 e documenti che attestano la sua formazione professionale, ma soprattutto la sua competenza nell'ambito degli strumenti scientifici, è conservato presso la biblioteca del Museo Galileo; tra i numerosi appunti e disegni vi sono anche quelli sull'astrolabio di Christoph Schissler.

## Opere a stampa
Galileo Galilei, Le opere di Galileo Galilei., a cura di Pietro Pagnini, Firenze, G. Barbera, 1929-1939.
 Galileo Galilei, Opere, a cura di Pietro Pagnini, vol. 2-5, Firenze, A. Salani, 1935.

## Principali articoli pubblicati
- L'elettricità atmosferica e la teoria di Edlund, in Rivista geografica italiana, vol. 12, n. 8, 1905.
- La sensibilità dei galvanometri d'Arsonval, in L'elettricista, vol. 4, n. 14, 1905.
- Di alcune azioni elettromagnetiche, in L'elettricista, vol. 6, n. 4, 1907.
- Le analogie, in Cultura filosofica, 1908.
- Esperienze sul pendolo di torsione come apparecchio atto a determinare la gravità, in Nuovo cimento, vol. 16, novembre-dicembre 1908.
- Scienza per tutti : l'infinito, in Rassegna nazional, vol. 1, 1916.
- Galileo in guerra, in Rassegna nazionale, 16 aprile e 1 maggio 1916.
- Gli enti fisici : I: I Greci e gl'Italiani, in Rassegna nazionale, 16 luglio 1916.
- Origini storiche dell'ottica geometrica : sesto centenario dalla morte di Salvino degli Armati di Firenze inventore degli occhiali, in Rassegna nazionale, 16 aprile-1 ottobre 1917.
- L'ottica geometrica in Italia nella prima metà del secolo XIX e l'opera di Giovan Battista Amici, in Rassegna nazionale, 1918.
- L'inaugurazione del Laboratorio di ottica e meccanica di precisione in Firenze, in Rassegna nazionale, 1º gennaio 1919.
- Il problema della relatività, in Rassegna nazionale, 16 dicembre 1920.
- Augusto Righi e il campo della sua scienza, in Rassegna nazionale, 1920.
- Note aggiuntive all'articolo sulla relatività del 16 dicembre 1920, in Rassegna nazionale, aprile 1921.
- Aspettando un'ecclisse, in Unità cattolica, 20 settembre 1922.
- Assoluto e relativo : obiezioni alla relatività moderna, in Rassegna nazionale, maggio 1922.
- L'assoluto nei principi fisici, in Rassegna nazionale, agosto 1923.
- Lo spazio visivo, in Atti della Pontificia Accademia delle scienze Nuovi Lincei, vol. 79, n. 3, 1925.
- Nota sulla teoria vorticosa della grandine, in Bollettino bimensuale della Società meteorologica italiana, vol. 1-3, 1925.
- L'arco porpora e l'altezza ottica dell'atmosfera, in Bollettino bimensuale della Società meteorologica italiana, vol. 4-6, 1925.
- Sulle ipotesi che servono di fondamento alla teoria ondulatoria, in Memorie della Pontificia accademia delle scienze Nuovi Lincei, vol. 9-16, 1926-1931.
- Il contributo di Jacopo Riccati al principio della conservazione dell'energia, in Memorie della Pontificia accademia delle scienze nuovi Lincei, vol. 12, 1929.
- Galileo and Simon Mayer, in Astronomical journal, vol. 41, n. 9, 1931.
- Galileo ed il Negotio delle Longitudini, in Rivista di geografia, vol. 12, n. 2, 1932.
- Osservazioni sulla marea, in Rivista di geografia, vol. 13, n. 5, maggio 1933.
- Lo spazio geometrico, in Scientia, vol. 1, n. 5, 1935.
- Di alcuni documenti galileiani recentemente ritrovati, in Atti della Società Colombaria di Firenze, 1933-1934.
- Alcuni documenti galileiani inediti, in Atti della Società Colombaria fiorentina, 1934-1935.
- Conservazione della materia: concetto di massa, in Scientia, vol. 2, n. 3, luglio-settembre 1936.
- Sull'invenzione degli occhiali, in Luce e immagini, n. 1-2, 1947.
- Galileo vivo: nel terzo centenario della sua morte, in Vie d'Italia, vol. 48, n. 1, gennaio 1948.
- Il museo della storia della scienza a Firenze, in A.T.A, giornale ed atti della Associazione tecnica automobile, vol. 1, n. 3, 1948.